# Hygiène du corps
L'hygiène du corps ou hygiène corporelle représente l'ensemble des mesures destinées à préserver la propreté des téguments par le nettoyage avec de l'eau et des produits nettoyants.
Elle nécessite de l'eau propre et un agent lavant (savon en général) qui peuvent être difficiles à trouver ou à produire dans certaines régions (très froides ou très sèches).
On la présente aujourd’hui comme un moyen de propreté et de prévention des maladies, en complément de l'hygiène de vie et de l'hygiène domestique, mais dans de nombreuses civilisations historiques ou actuelles, la toilette du corps est associée à des rituels individuels ou collectifs pouvant jouer un rôle symbolique important (purification, soins aux enfants, malades ou personnes âgées…).

## Enjeux individuels, sociaux et sociétaux
Pour certains de ses aspects, l'hygiène corporelle relève - semble-t-il depuis longtemps - de tabous ou d'interdits, relatifs au sang notamment, et surtout quand il s'agit du sang des règles, ou à la toilette de la femme qui vient d'accoucher ou du sang de l'accouchement et donc parfois de la toilette du bébé qui vient de naitre. À l'opposé de la naissance, des rites particuliers peuvent concerner la « dernière toilette », celle du défunt.
L'hygiène corporelle entretient aussi depuis longtemps des relations avec la sphère mystique, celle du religieux (la propreté du corps étant souvent reliée à la pureté spirituelle).
L'hygiène corporelle est entourée de nombreuses représentations sociales sur « le propre, le sale, les miasmes ou la souillure »,. Ces représentations varient beaucoup selon les lieux, les classes sociales et les époques, en incluant des composantes culturelles (la toilette féminine est un sujet souvent traité par les poètes, peintres et graveurs) et érotiques, notamment pour l'hygiène intime. Pour illustrer l'un de ses livres, Anne de Marnhac (en 1986) a pu réunir 120 tableaux et gravures pour illustrer le thème de « la femme au bain », en ne retenant que ceux peints entre les XVe et XIXe siècles.
Au XIXe siècle, l'hygiène prend une autre dimension sociale et « pastorienne » ; basée sur la lutte contre les microbes, encouragée par les collectivités. Julia Csergo estime que l'hygiène corporelle devient même un « outil de moralisation de la classe laborieuse. »
À la fin du XXe siècle, avec Pasteur et la découverte de l'omniprésence des microbes, les hygiénistes ont aussi ajouté une dimension de « désinfection » et à celle de la toilette, qui se fait alors dans une pièce carrelée et dédiée. Ce sont aussi des microbes invisibles, voire des polluants toxiques que l'on cherche à éliminer en se lavant, en entretenant un commerce dédié et florissant, celui des produits de l'hygiène et de la publicité et du marketing sensoriel qui le soutiennent.

## Histoire

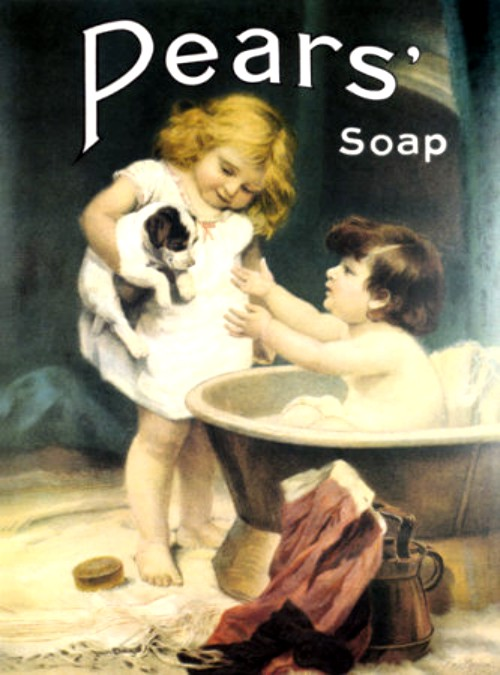
Publicité pour un savon.
L’hygiène du corps implique l'accès à l'eau propre et à un agent lavant (savon ou autre détergent).

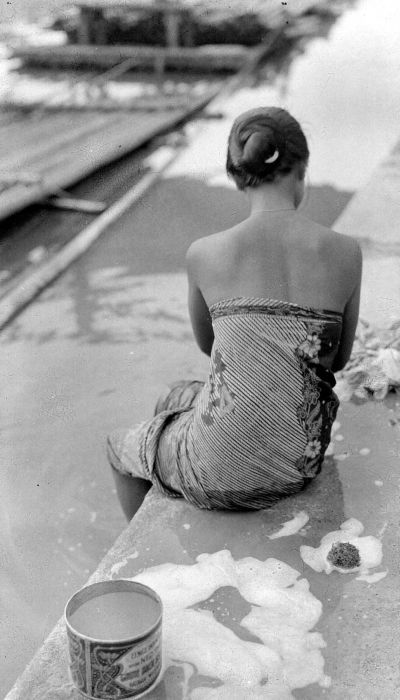
La toilette, à Batavia vers 1900.

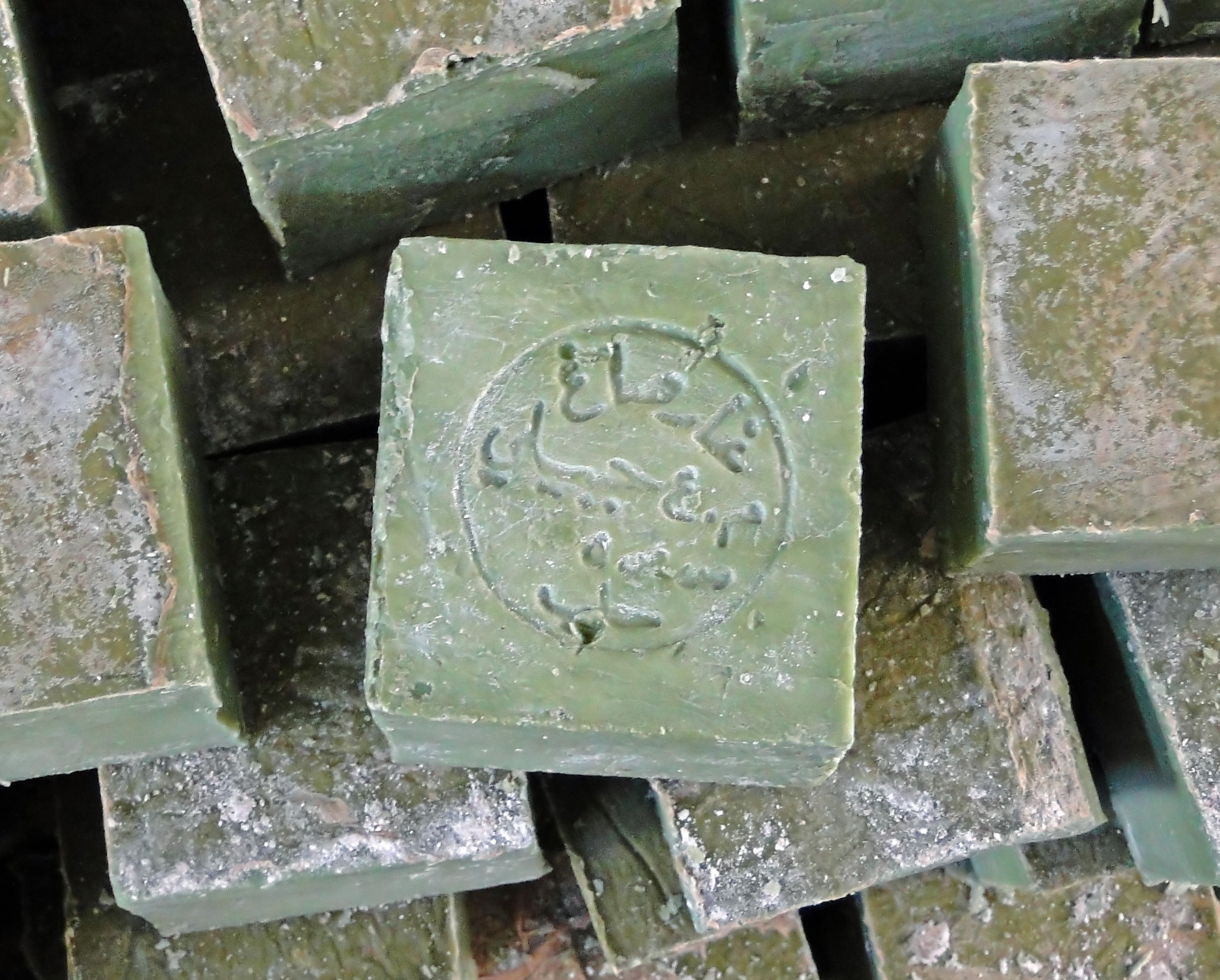
Savon d'Alep, de fabrication artisanale (Syrie).

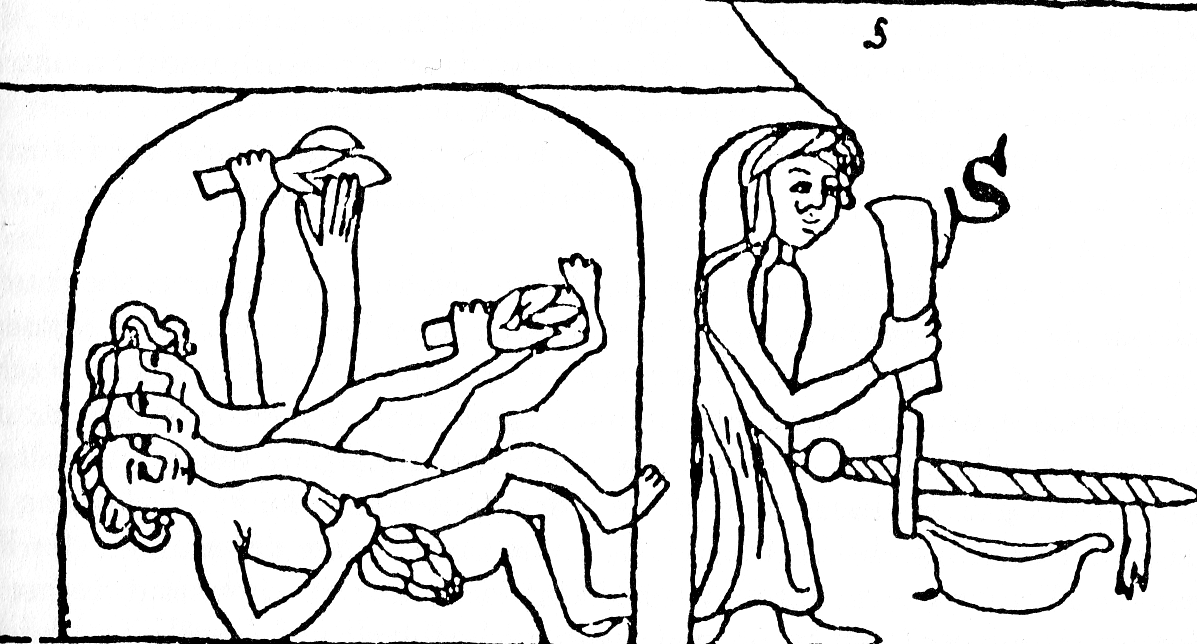
Établissement de bains publics ; les personnages pourraient peut-être ici utiliser des feuillages (saule, qui contient de l'aspirine naturel ?) (source : Heidelberger Bildhandschrift, Sachsenspiegel).

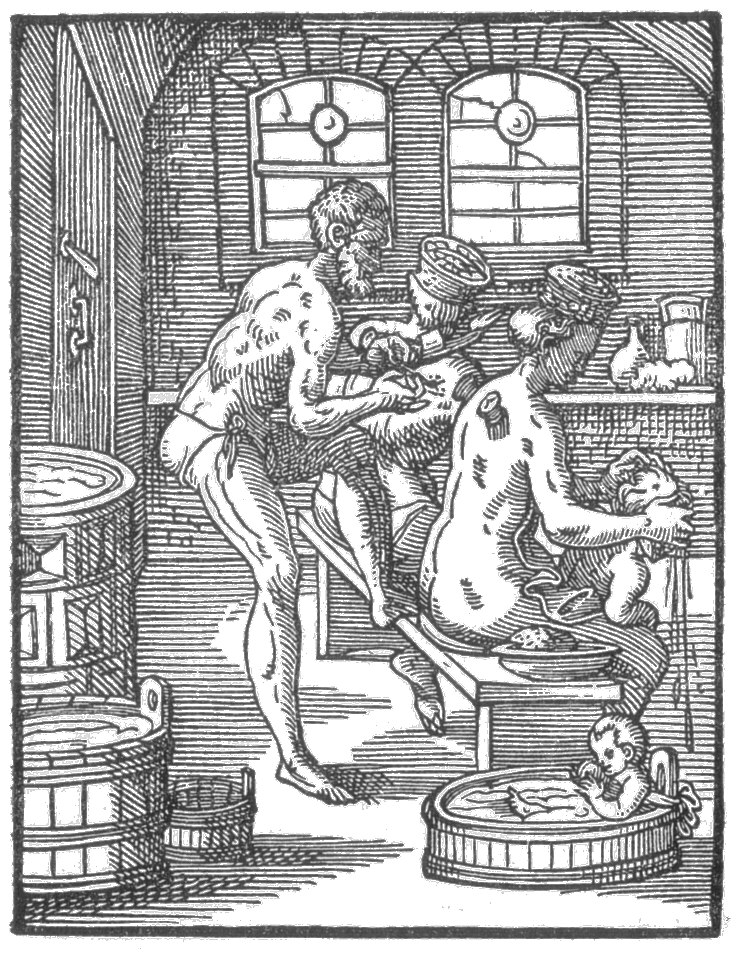
Les bains, sont ici l'occasion de soins du corps (pendant que le plus petit des enfants est attaché de manière à ne pas pouvoir se noyer) ; gravure sur bois de Jost Amman (1539-1591).

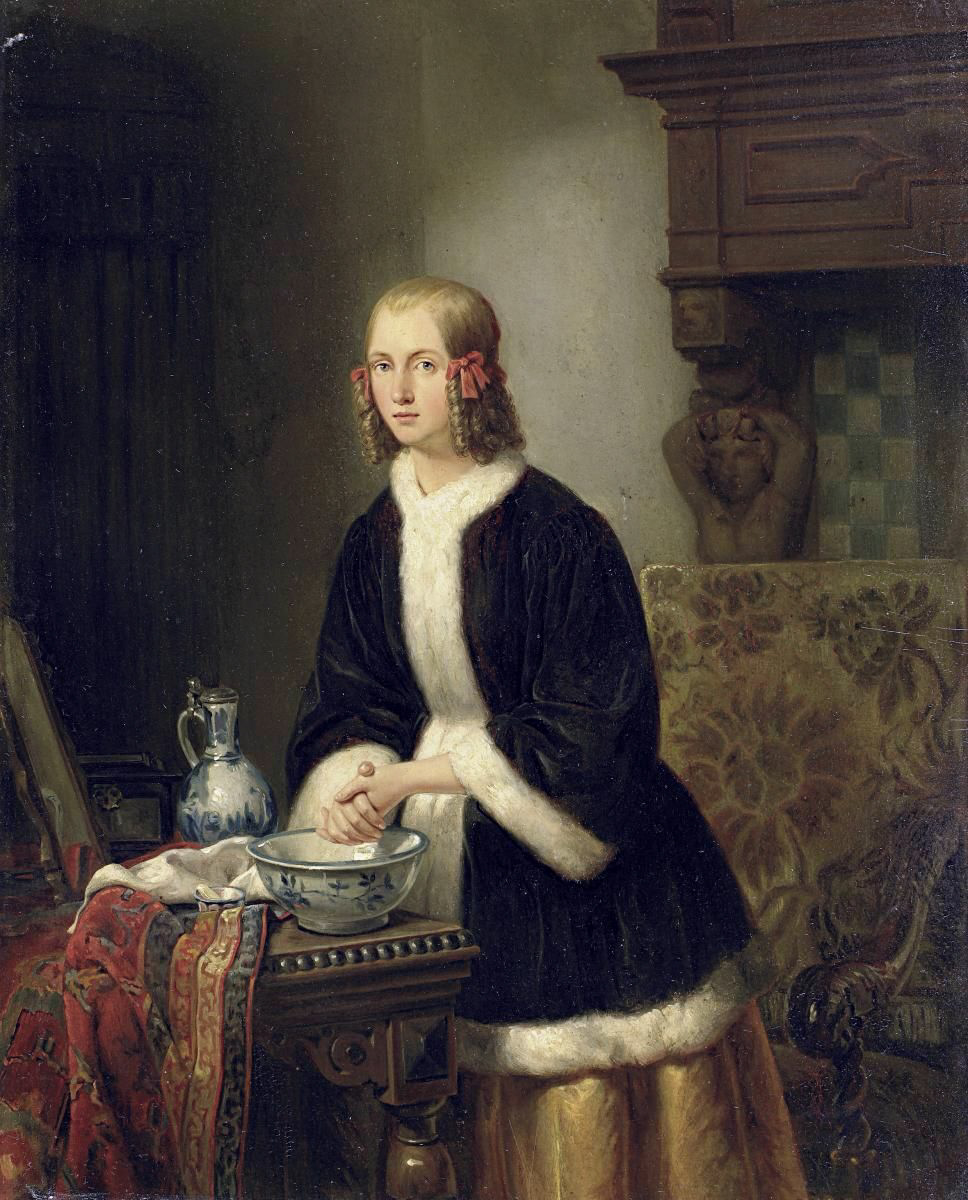
Jeune fille faisant sa toilette (XIXe siècle).

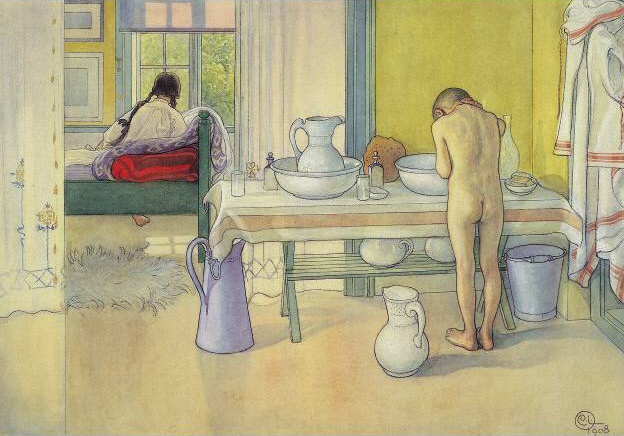
Réveil et toilette matinale, par un matin d'été à Spardavet (Suède), par Carl Larsson (1908)

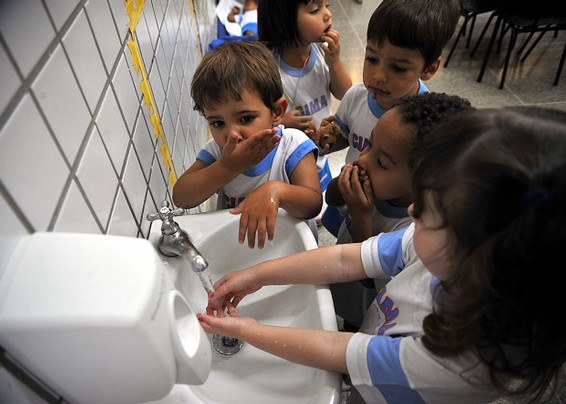
L'apprentissage de l'hygiène des mains, à l'école.

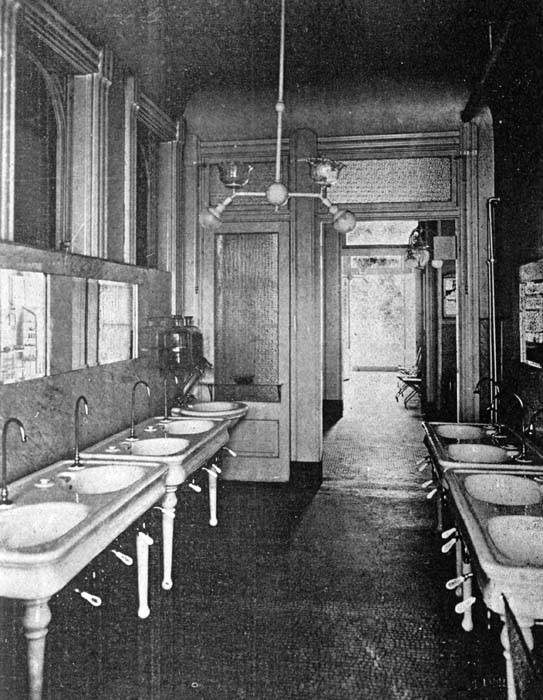
Lavabos de la section chirurgicale de l’Hôpital Old Charity Hospital de La Nouvelle-Orléans (1906). Le robinet s'ouvre d'une pression du genou sur la manette située sous le lavabo, avec moins de gaspillage d'eau et moins de risques de recontamination des mains par des microbes.

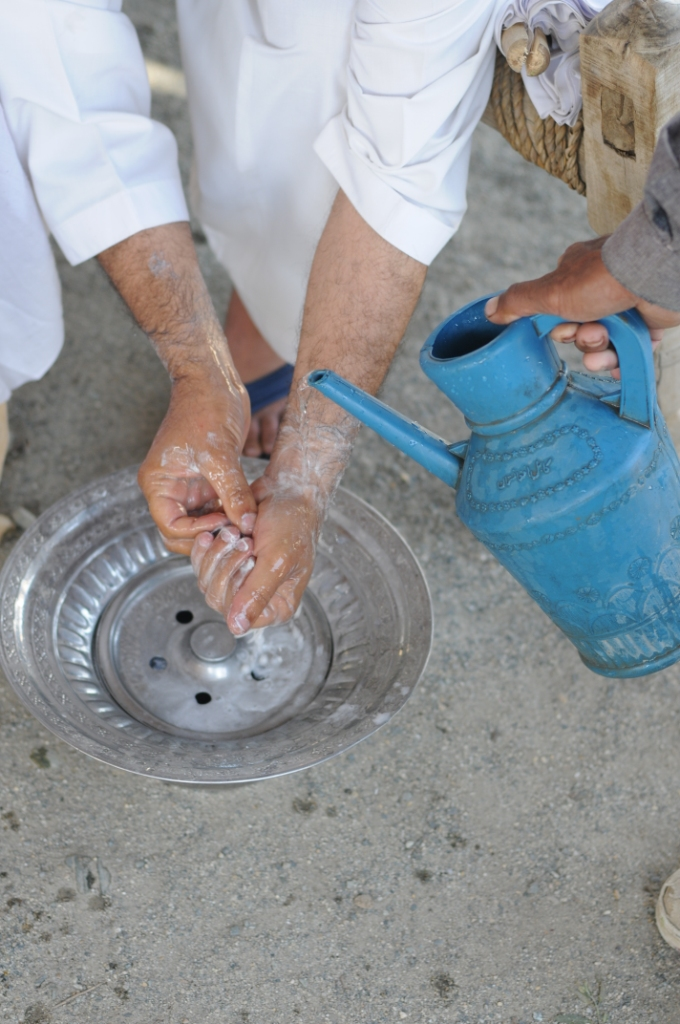
Dans certains pays l'eau doit être économisée (ici en Afghanistan, lors d'une sensibilisation à l'hygiène corporelle et au lavage des mains).

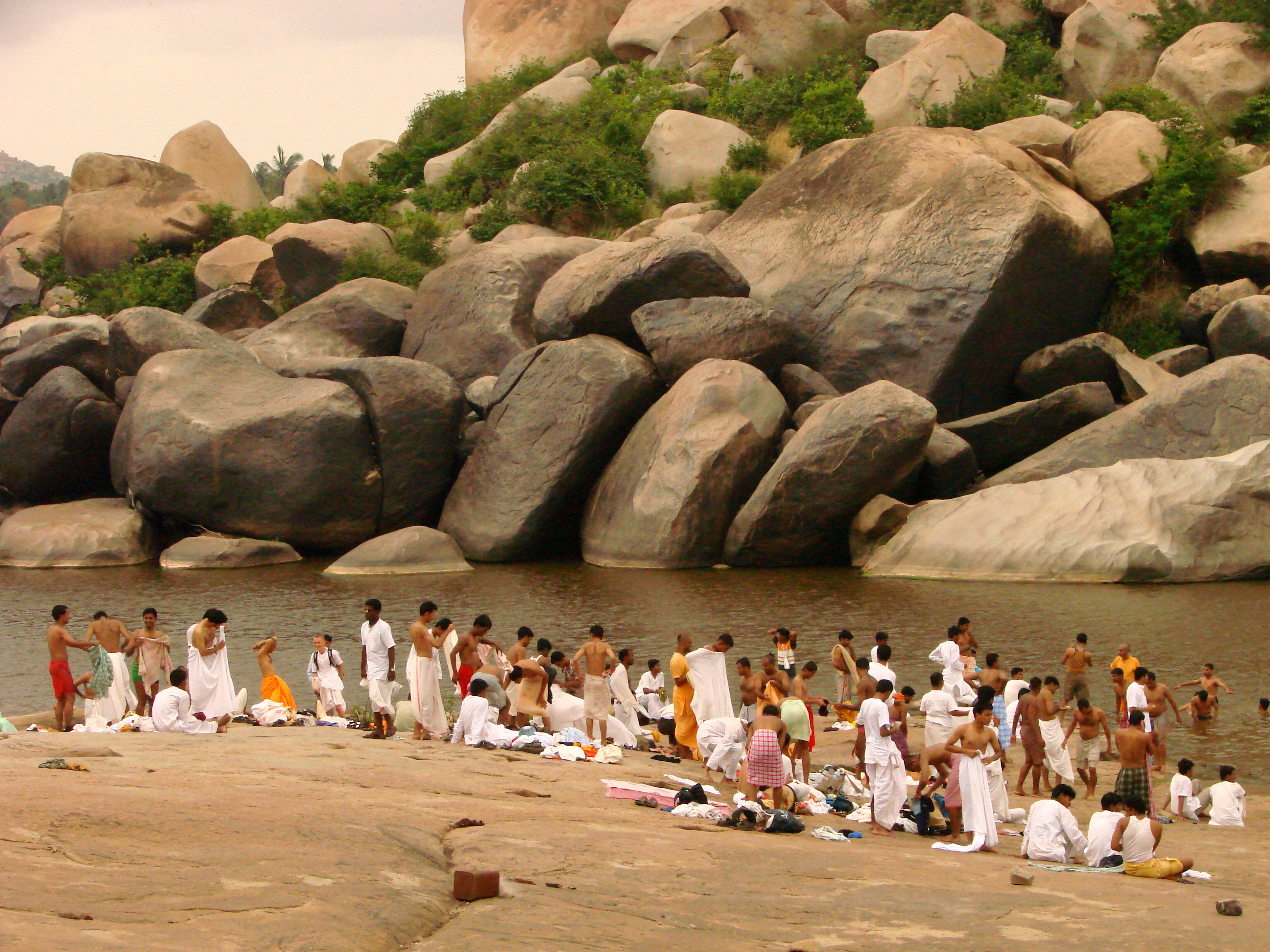
Bain rituel de pèlerins, dans la rivière Tungabhadra, près de Hampi (Inde), en 2009.

Les soins du corps existent dans le monde animal, par exemple le lissage des plumes chez les oiseaux, léchage des poils chez les mammifères, épouillage chez les primates…
Les soins du corps, comme que ceux des mères aux nouveau-nés, sont déjà présents aux origines de l'humanité.
L'utilisation de colorants (ocre, charbon de bois) est attesté à partir de - 300 000 ans. La peinture corporelle serait apparue en Afrique chez les pré-sapiens (genre Homo) comme marqueur social symbolique ou comme d'usage domestique (protection solaire). Chez l'Homo sapiens africain (- 100 000 ans environ) apparaissent les premières parures corporelles.
La sortie d'Afrique de l'Homo sapiens et son occupation de toute la planète n'a pu se faire que par adaptation corporelle aux aléas environnementaux et climatiques, notamment la création de micro-milieux par l'habitat et le vêtement.
Dans les plus anciennes sépultures, on trouve de l'ocre sur les dépouilles, probablement à visée symbolique, mais aussi médicinales. L'ocre, étant à base d'oxyde de fer, a des propriétés astringentes et antiseptiques, elle a pu servir comme remède contre les brûlures et comme déodorant comme c'est le cas chez les aborigènes d'Australie.

### Épouillage
Au Moyen Âge ou dans les tranchées de la Première Guerre mondiale, les séances de toilettage étaient communes et parfois quotidiennes.

### D'une hygiène conviviale à un corps lavé dans l'intimité
Selon Denise Jodelet, on observe en Occident, notamment depuis le XIXe siècle et dans les pays riches, une évolution caractérisée par un passage de la toilette communautaire ou non cachée à la toilette dans la sphère familiale puis intime.
En effet, il y a environ 2 000 ans, dans toutes les grandes zones urbaines, l'hygiène ne relevait pas de la sphère privée. Les bains collectifs de l'Asie, les thermes antiques et les hammams orientaux étaient nombreux (Hilal al Saabi cite l'existence de 1 500 bains publics à Bagdad sous le règne du calife Al-Mutadid). Des traités médicaux médiévaux arabes expliquent quels composants végétaux ou minéraux utiliser au bain, pour quels intérêts thérapeutiques, selon quelle posologie et quel mode d’administration ; au moins « 18 espèces d'arbres, 11 plantes florales odoriférantes, 8 épices et aromates, 10 solutions minérales » sont ainsi citées. Des fumigations, des huiles et des épices (cannelle, cardamome, cubèbe, girofle, musc, muscade, piment ou xanthoxyle) sont utilisées comme produits d’hygiène corporelle au hammam, où les clients peuvent aussi bénéficier d'un masseur ou d'un médecin, sous l'égide du maître des bains.
Les « étuves » et bains collectifs (dont les bains de rivière) sont également communs en Europe au Moyen-Âge (du VIIIe au IXe siècle). Les textes de l'époque montrent qu'ils correspondent à un moment convivial. Au Moyen Âge, les ablutions d'accueil sont aussi une marque de respect : on offre le bain à ses invités, en même temps que le repas, car c'est une marque de bienvenue et de respect. C'est ainsi qu'Iseult accueille Tristan en tant qu'émissaire du roi Marc, comme le rappelle Denise Jodelet, en lui donnant sa place dans sa baignoire et en assistant à son bain, nu comme à l'accoutumée.
Vient une phase où l'Église décourage la nudité et encourage la pudeur. Néanmoins, la toilette bourgeoise est encore conviviale au XVIIIe siècle et l'on trouve par exemple l’invitation à assister à la toilette (comme on le faisait pour celle du roi Louis XIV) ou à la partager (les dames de la noblesse du siècle des Lumières reçoivent leurs invités en étant dans leur bain, mais en colorant l'eau avec du lait ou en voilant leur nudité d'un drap ou d'une planche).
À l'âge classique, on semble aussi subitement se détourner de l'eau ; c'est l'invention du poudrage et de la toilette sèche, mode diffusée à la grande bourgeoisie à partir du modèle aristocrate de la Cour royale. On réserve alors l'eau aux parties visibles et exposées du corps, et on utilise pour le reste une pièce de tissu humide ; on change aussi plus souvent de linge de corps (la blancheur des sous-vêtements étant le signe donné de la propreté de la personne).
Au XIXe siècle et plus encore au XXe siècle, la baignoire, la salle de bains ainsi que l'adduction et le chauffage de l'eau dans les villes puis les campagnes tendent à rendre la toilette plus individuelle et intime, sauf pour les jeunes enfants. Dans le même temps, un nombre croissant de produits et de technologies (douches massantes, sèche-cheveux, brosse à dents électrique, etc.) viennent remplacer ou accompagner le traditionnel savon.
À partir des années 1950, sous la pression de l'hygiénisme mais aussi du monde industriel (via la publicité), on assiste à une croissance régulière de la fréquence des actes de lavage.
Vers la fin du XXe siècle et au début du XXIe siècle, alors que le rythme de lavage des cheveux atteint souvent deux shampooings et après-shampooings par semaine, apparaissent des mouvements critiquant un hygiénisme excessif, poussé par l'industrie. Le mouvement No Soap ("Sans Savon" ou "Savon Non") se mobilise ainsi contre l'omniprésence des produits lavants, leur toxicité possible, leur coût, leur impact environnemental, et prône un lavage corporel à l'eau avec quelques produits doux et biodégradables, en réservant les produits caustiques, désinfectants et lavants à une pratique médicale et aux mains.
Les quantités de savon, gel douche et shampoing utilisés pour chaque acte de lavage varient beaucoup selon les pays, mais à titre d'exemple, une étude publiée en 2006 auprès de 360 femmes (de 19 à 65 ans, recrutées dans 10 zones géographiques différentes des États-Unis) utilisant régulièrement ces produits a conclu à l'utilisation (en moyenne géométrique et médiane, respectivement) de 11,76 g et 9,56 g de shampooing à chaque application ainsi que 11,3 g et 9,5 g de gel douche à chaque douche. L'utilisation par jour (toujours selon la moyenne et la médiane) était de 12,80 g et 10,75 g de shampooing et 14,5 g et 12,9 g de gel douche.
Il a été montré en 2021 que, sous la douche, des quantités significatives d'aérosols de shampoings peuvent être inhalés, produits non testés pour leur éventuelle toxicité ou allergénicité sous cette forme, une fois introduits dans l'appareil respiratoire.

## À quel rythme se laver?
En 2020, un sondage IFOP conclut qu'un quart des Français ne se lave pas entièrement chaque jour.
Il n'y a pas de consensus scientifique à propos de la fréquence nécessaire des lavages du corps entier.
Après une période hygiéniste suscitée par la découverte de la reproduction des microbes par Pasteur, et à l'origine de la généralisation de la salle de bain (parfois plus d'une) dans les foyers, depuis les années 1950, les industriels des produits de soin et cosmétique ont produit de nombreuses publicités sur les savons et les shampoings encourageant à des lavages plus fréquents.
Puis les données scientifiques récentes, concernant notamment le pH et le microbiote cutané, ont rendu les dermatologues plus prudents vis-à-vis du lavage du corps avec des détergents. Le consensus aujourd'hui est que, à l'opposé du syndrome de Diogène, il existe aussi un risque à « trop se laver », avec un extrême retrouvé dans certains TOC consistant en un « dégoût pour les sécrétions corporelles (selles, urine, sperme, sang menstruel, salive, sueur, etc.) et plus largement pour la « saleté » ou tout élément de souillure du corps. Ils se traduisent par des rites de lavage incessants (à grand renfort de savon, d’alcool désinfectant, etc.) du corps et en particulier des mains (lavées des dizaines de fois par jour), susceptibles d’entraîner des dermatoses ». Ce type de TOC est souvent associé à un brossage trop intense, trop long ou trop fréquent des dents ou à une fréquence excessive des shampoings, une phobie du baiser, de la poignée de main ou du contact avec les sièges de WC (hors du domicile). Selon Marie-Aleth Richard (dermatologue à l’Hôpital de la Timone à Marseille), le lavage devrait simplement être adapté aux besoins du corps et de la peau (ex : lavage intégral après une activité physique intense ou après une activité salissante) ; sinon, entre deux lavages complets, il devrait surtout se concentrer sur les dents (de préférence 30 minutes après les repas), les mains (à laver régulièrement, notamment avant les repas), la zone du périnée (autour de l'anus notamment) et les plis où la transpiration et les bactéries peuvent s'accumuler. Ceci vaut également pour le nourrisson. On observera que, hors souillure avec des produits nocifs ou contexte infectieux, un simple lavage corporel à l'eau est généralement suffisant pour rester propre. Notamment après 65 ans, il est recommandé, pour protéger une peau devenue plus sensible, de se doucher quotidiennement mais de ne se savonner complètement qu'un jour sur trois.

## Cas particuliers

### Personnes dépendantes
Chez le bébé, le jeune enfant, la toilette est appliquée par les parents ou une tierce personne, de même chez la personne âgée dépendante, soit par ce qu'elle ne peut plus physiquement entretenir son hygiène personnelle, soit parfois en raison d'un moindre intérêt pour l'hygiène corporelle, voire de syndrome de Diogène. C'est un des éléments de l'apprentissage, dans l'éducation donnée par les parents et adultes aux enfants.

### Malades
Autrefois, hormis pour le visage, les mains et les blessures, la toilette des malades était faite avec de petites quantités d'eau, un linge mouillé d'eau vinaigrée par exemple. Aujourd'hui, pour limiter les risques d'infection du malade ou de son entourage (infections nosocomiales ou iatrogènes notamment), des précautions particulières sont prises en contexte hospitalier. C'est un domaine important de la formation du personnel soignant, de maladie ou de lieu de soins, en particulier concernant l'hygiène des mains.

### Écoliers
C'est à l'école maternelle, alors que l'enfant commence à se socialiser, qu'il apprend, dans le groupe, à se laver les mains avant de manger ou en revenant des toilettes ou d'avoir jardiné ou pratiqué une activité sportive. Les pratiques du sport et de piscine sont aussi l'occasion de parler et pratiquer l'hygiène du corps.

### Travailleurs
Dans les métiers où l'on transpire beaucoup et/ou l'on manipule des produits toxiques ou alimentaires, ainsi que dans les métiers du soin, l'hygiène prend une importance particulière, au point d'être codifiée et de faire l'objet de contrôles administratifs.

### Incarcérés
Les lieux d'enfermement (prisons, asiles, etc.) comptent parmi les lieux où les pratiques d'hygiènes ont autrefois été rendues difficiles et parfois impossibles, tout en étant souhaitées, en particulier pour limiter les risques de prolifération de la vermine (puces et poux surtout) et les risques d'épidémies (peste, scorbut, choléra, typhus, tuberculose et autres maladies).
En France, une ordonnance de santé de 1837 ordonne que les personnes incarcérées se lavent le visage et les mains tous les matins et les pieds au moins une fois par mois. Elles doivent changer de vêtements une fois par semaine au moins et, pour les hommes, être rasés une fois par semaine et tondus une fois par mois. Mais la raison pratique rend souvent impossible ce minimum, à cause des infrastructures et du nombre insuffisant de surveillants. En 1853, A. Le Pelletier de La Sarthe observe que les forçats ne peuvent jamais changer de vêtements, même quand ils rentrent des travaux trempés de pluie ou de sueur.

### Voyageurs
Les longs voyages à cheval (ou en bateau pour les marins et marins-pêcheurs) rendent parfois difficile une hygiène basique. La trousse de toilette permet au voyageur d'emporter avec soi les moyens d'assurer son hygiène corporelle.

## Produits d'hygiène corporelle
On a conservé quelques outils et recettes de produits de soins corporels datant de l’Égypte antique (dont des onguents toxiques).
Depuis le XIXe siècle, les produits lavants sont de plus en plus nombreux et sophistiqués. Depuis les années 1970, on s'intéresse aux enjeux de toxicité, biodégradabilité ou écotoxicité de tout ou partie de leurs composants (parfums, conservateurs, colorants, agents tensio-actifs amphiphiles anioniques, cationiques, non ioniques ou amphotères). Les déodorants et de nombreuses crèmes dites "de beauté" sont parfois présentés comme des produits d'hygiène corporelle.
Les produits et outils de l'hygiène corporelle sont nombreux :
- Savon
- Shampoing
- Brosse à dents
- Dentifrice
- Déodorant
- Bicarbonate de sodium
- Lingette
- Serviette de bain
- Protections périodiques
- Gant de toilette
- Douche
- Baignoire
- Lavabo
- Bidet
- Lavage des mains